# Список сезонів МФК «Миколаїв»
У цьому списку показані всі сезони, зіграні муніципальним футбольним клубом «Миколаїв» (раніше відомим як «Наваль», «Андре Марті», «Марті-Бадіна», «Райком металістів», «Суднобудівник», «Авангард», «Евіс») з 1920 року (коли клуб, на той час відомий під назвою «Наваль», вперше взяв участь в розіграші чемпіонату міста Миколаєва) по теперішній час.
У цьому списку представлені відомості про всі досягнення клубу в великих турнірах, а також про найкращі бомбардирів команди в кожному сезоні. Бомбардири, відмічені жирним шрифтом, також були найкращими бомбардирами турніру в зазначеному сезоні.
Муніципальний футбольний клуб «Миколаїв» (далі — МФК «Миколаїв») — український футбольний клуб з однойменного міста. Найвищим досягненням МФК «Миколаїв» за весь час є вихід у півфінал Кубку СРСР з футболу 1969 року.

## Історія
Футбольна команда на миколаївському суднобудівному заводі «Наваль» була заснована в 1920 році. Уже наступного сезону представник «Наваля» грав у міській футбольній лізі. Однойменна заводська команда зайняла в першому своєму турнірі третє місце. Перше звання чемпіонів міста було завойовано навесні 1924 року.
У 1937 році під назвою «Суднобудівник» команда заводу стартувала в першості СРСР у групі «Д». У 42 чемпіонатах СРСР миколаївці провели 1586 поєдинків, в яких здобули 627 перемог, 455 нічиїх та зхазхнали 504 поразки. Забили 1939 м'ячів, пропустили — 1658. У Кубку СРСР «Суднобудівник» вперше стартував у першому ж розіграші в 1936 році. Перший похід команди з Миколаєва за цим трофеєм був закінчений в 1/16. Всього в 21 розіграші Кубку СРСР провів 45 матчів: 23 перемоги, одна нічия і 21 поразки при співвідношенні м'ячів 67:58.
У сезоні 1940 року «Суднобудівник» посів підсумкове 21-ше місце в чемпіонаті СРСР (найкращий результат в історії). У сезоні 1960 року — перше місце в першій зоні класу «Б» (УРСР). У наступних за цим іграх за звання чемпіона Української РСР миколаївці поступилися запорізькому «Металургу» в Києві — 2:6, 0:0. У сезоні 1968 року, посівши перше місце у другій групі класу «А» (друга підгрупа), «Суднобудівник» грав в перехідному турнірі за право виходу до вищої ліги радянського футболу. У фіналі в Сочі миколаївці зайняли четверте місце, а в чемпіонаті СРСР — 24-те. У сезоні 1969 року «Суднобудівник» в 7 матчах Кубку СРСР здобув 6 перемог і лише в півфіналі поступився у Львові майбутньому володарю трофею — «Карпатам»". У сезоні 1971 року миколаївці ставали срібними призерами чемпіонату УРСР серед 26 команд другої ліги (українська зона). У сезонах 1973 1984 і 1985 — бронзовими призерами. У сезоні 1974 року «Суднобудівник» завоював звання чемпіона УРСР серед 20 команд другої ліги (6-та зона). У сезоні 1990 року знову став срібним призером чемпіонату УРСР і за регламентом підвищився в класі. Серед клубних рекордів миколаївців: найбільшу кількість перемог здобуто в 1971 році — 30. Найменша кількість поразок в 1968 і 1974 роках — 2. Найбільша кількість забитих м'ячів в 1985 році — 74. Найкраща різниця забитих і пропущених м'ячів у 1971 році — плюс 38 (69:31).
Після розпаду СРСР і прийняття декларації про незалежність та суверенітет України, миколаївська команда «Евіс» (правонаступниця «Суднобудівника») стартувала в національному чемпіонаті України у вищій лізі. Найвище досягнення в чемпіонатах України — в сьомому турнірі: 31 перемога в 42 матчах (73,8 %). У тому ж сезоні команда забила 94 м'ячі (2,24 за гру). Чотири сезони миколаївці провели у вищій лізі: 116 поєдинків, 26 перемог, 23 нічиїх, 67 поразок, м'ячі 100:208, набрано 101 очко. Найкраще досягнення в розіграшах Кубку України — вихід в 1/2 фіналу в сезоні 2016/17 (поступилися «Динамо» — 0:4).

## Виступи в чемпіонаті міста
З 1921 по 1935 року команда виступала в чемпіонатах міста Миколаєва. Нижче наведений список її сезонів у вище вказаний період.
| Сезон    | Назва клубу       | Ліга        | Ліга                    | Ліга | Ліга | Ліга | Ліга | Ліга | Ліга | Досягнення           | Джерела  |
| Сезон    | Назва клубу       | Дивізіон    | Місце                   | Іг   | В    | Н    | П    | М    | О    | Досягнення           | Джерела  |
| -------- | ----------------- | ----------- | ----------------------- | ---- | ---- | ---- | ---- | ---- | ---- | -------------------- | -------- |
| 1921 (в) | Наваль            | 1 категорія | 3 з 13                  |      |      |      |      |      |      | Бронзовый призёр (1) | :90-92   |
| 1921 (о) | Наваль            | 1 категорія |                         |      |      |      |      |      |      |                      | :90-92   |
| 1922 (в) | Наваль            | 1 категорія |                         |      |      |      |      |      |      |                      | :93-98   |
| 1922 (о) | Наваль            | 1 категорія | 4 з 4                   | 6    | 1    | 1    | 4    |      | 3    |                      | :93-98   |
| 1923 (в) | Наваль            | 1 категорія | 4—5 з 5                 | 1    | 0    | 0    | 1    | 0−4  | 0    |                      | :99-108  |
| 1923 (о) | Марті-Бадіна      | Клас «А»    | 5 з 5                   | 8    |      |      |      |      |      |                      | :99-108  |
| 1924 (в) | Марті-Бадіна      | Клас «А»    | 1 з ?                   |      |      |      |      |      |      | Чемпіон міста (1)    | :109-122 |
| 1924 (о) | Марті-Бадіна      | Клас «А»    | 3 з ?                   |      |      |      |      |      |      | Бронзовий призер (2) | :109-122 |
| 1925 (в) | Андре Марті       | Клас «А»    |                         |      |      |      |      |      |      |                      | :123-129 |
| 1925 (о) | Андре Марті       | Клас «А»    | 4 з 5                   |      |      |      |      |      | 2    |                      | :123-129 |
| 1926 (в) | Андре Марті       | Клас «А»    | знявся                  |      |      |      |      |      |      |                      | :130-136 |
| 1926 (о) | Андре Марті       | Клас «А»    | чемпіонат не завершився |      |      |      |      |      |      |                      | :130-136 |
| 1927 (в) | Райком металістів | Клас «А»    | 1 з ?                   |      |      |      |      |      |      | Чемпіон міста (2)    | :137-147 |
| 1927 (о) | Райком металістів | Клас «А»    | чемпіонат не закінчився |      |      |      |      |      |      |                      | :137-147 |
| 1928 (в) | Райком металістів | Клас «А»    | чемпіонат не закінчився |      |      |      |      |      |      |                      | :148-161 |
| 1928 (о) | Райком металістів | Клас «А»    | 1 з 3                   |      |      |      |      |      | 11   | Чемпіон міста (3)    | :148-161 |
| 1929 (в) | Райком металістів | Клас «А»    |                         |      |      |      |      |      |      |                      | :162-169 |
| 1929 (о) | Райком металістів | Клас «А»    | 3 з 3                   |      |      |      |      |      |      | Бронзовий призер (3) | :162-169 |
| 1930 (в) | Андре Марті       | Клас «А»    |                         |      |      |      |      |      |      |                      | :170-174 |
| 1930 (о) | Андре Марті       | Клас «А»    |                         |      |      |      |      |      |      |                      | :170-174 |

## Участь у чемпіонатах та кубках СРСР
З 1936 по 1991 рік команда виступала в чемпіонатах і розіграшах Кубку СРСР. Нижче наведений список її сезонів у вищек вказаний період.
 • 
 • 
 • 
 • 
| Сезон                                                                  | Назва клубу                         | Ліга | Ліга                                                  | Ліга     | Ліга | Ліга | Ліга | Ліга | Ліга  | Ліга | Ліга   | Ліга                              | Кубок країни                                 | Досягнення                                             | Джерела       |
| Сезон                                                                  | Назва клубу                         | Р    | Дивізіон                                              | Місце    | Іг   | В    | Н    | П    | М     | О    | Відв.  | Бомбардир                         | Кубок країни                                 | Досягнення                                             | Джерела       |
| ---------------------------------------------------------------------- | ----------------------------------- | ---- | ----------------------------------------------------- | -------- | ---- | ---- | ---- | ---- | ----- | ---- | ------ | --------------------------------- | -------------------------------------------- | ------------------------------------------------------ | ------------- |
| 1936                                                                   | Завод ім. А. Марті                  | КФК  | Першість УРСР (Друга група)                           | 1 з 8    | 3    | 3    | 0    | 0    | 9−1   | 9    |        |                                   | 1/16 фіналу                                  |                                                        | :200-206, 434 |
| 1937                                                                   | Суднобудівник                       | V    | Група «Д»                                             | 10 з 11  | 10   | 3    | 2    | 5    | 9−14  | 18   |        | Сердюк (3)                        | 1/64 фіналу                                  |                                                        | :207-212, 434 |
| 1938                                                                   | Динамо                              | КФК  | Першість УРСР (Перша група)                           | 3 з 12   | 11   | 7    | 3    | 1    | 26−8  | 28   |        | Іщенко (5)                        | Кубок СРСР 1/16 фіналу Кубок УРСР 1/4 фіналу | Найвище досягнення в турнірах КФК                      | :213-217, 434 |
| 1939                                                                   | Суднобудівник                       | ІІ   | Група «Б»                                             | 9 з 23   | 22   | 9    | 7    | 6    | 40−38 | 25   |        | Кушніренко, Сосицький (10)        | 1/32 фіналу                                  |                                                        | :218-223, 434 |
| 1940                                                                   | Суднобудівник                       | ІІ   | Група «Б»                                             | 8 з 14   | 26   | 9    | 8    | 9    | 25−31 | 26   |        | Іщенко (6)                        | —                                            |                                                        | :223-235, 434 |
| Через Німецько-радянську війну чемпіонати не проводилися до 1945 року. |                                     |      |                                                       |          |      |      |      |      |       |      |        |                                   |                                              |                                                        |               |
| 1946                                                                   | Суднобудівник                       | ІІ   | Друга група Південна підгрупа                         | 13 з 13  | 24   | 1    | 3    | 20   | 15−58 | 5    |        |                                   | —                                            |                                                        | :243-248, 434 |
| 1947                                                                   | Суднобудівник                       | ІІ   | Друга група Зональний етап — зона УРСР                | 10 з 13  | 24   | 7    | 5    | 12   | 35−53 | 19   |        | Колбанов (7)                      | Зональний турнір Українська зона 1/8 финала  |                                                        | :249-252, 434 |
| 1948                                                                   | Суднобудівник                       | ІІ   | Другша група Зональний етап — зона УРСР, підгрупа «Б» | 8 з 8    | 14   | 0    | 3    | 11   | 8−31  | 3    |        |                                   | —                                            |                                                        | :252-255, 434 |
| 1949                                                                   | Суднобудівник Завод ім. 61 комунара | ІІ   | Друга група Зональний етап — зона УРСР                | 7 з 18   | 34   | 12   | 13   | 9    | 40−36 | 37   |        | Воробйов (10)                     | Зональний турнір Зона УРСР 1/4 фіналу        |                                                        | :256-260, 434 |
| 1950                                                                   | Динамо                              | КФК  | Першість УРСР Зональний етап — 2 зона                 | 3 з 10   | 17   | 11   | 1    | 5    | 28−13 | 23   |        | Воробйов (9)                      | Кубок УРСР 1/2 фіналу                        |                                                        | :260-264, 434 |
| Команду тимчасово розформували.                                        |                                     |      |                                                       |          |      |      |      |      |       |      |        |                                   |                                              |                                                        |               |
| 1953                                                                   | Авангард                            |      | —                                                     | —        | —    | —    | —    | —    | —     | —    |        |                                   | Кубок УРСР 1/16 фіналу                       |                                                        | :271-273, 434 |
| 1954                                                                   | Авангард                            | КФК  | Першість УРСР Зональний етап — 3 зона                 | 4 з 6    | 10   | 3    | 2    | 5    | 19−17 | 8    |        |                                   | —                                            |                                                        | :273-276, 434 |
| 1955                                                                   | Авангард                            | КФК  | Першість УРСР Зональний етап — 4 зона                 | 4 з 8    | 14   | 7    | 2    | 5    | 28−29 | 16   |        | Личко (4)                         | —                                            |                                                        | :276-279, 434 |
| 1956                                                                   | Авангард                            | КФК  | Першість УРСР Зональний етап — 5 зона                 | 3 з 8    | 14   | 7    | 4    | 3    | 32−18 | 18   |        | Поливода (9)                      | Кубок УРСР 1/2 фіналу                        |                                                        | :280-283, 434 |
| 1957                                                                   | Авангард                            | ІІ   | Клас «Б» Зональний етап — 2 зона                      | 13 з 18  | 34   | 10   | 7    | 17   | 50−62 | 27   |        | Михайличенко (15)                 | Зональний турнір 2 зона 1/2 фіналу           |                                                        | :283-291, 434 |
| 1958                                                                   | Авангард                            | ІІ   | Клас «Б» Зональний етап — 1 зона                      | 3 з 16   | 30   | 15   | 10   | 5    | 40−26 | 40   |        | Журавльов (13)                    | Зональний турнір 1 зона 1/8 фіналу           |                                                        | :291-297, 434 |
| 1959                                                                   | Авангард                            | ІІ   | Клас «Б» Зональний турнір — 1 зона                    | 3 з 15   | 28   | 14   | 9    | 5    | 52−28 | 37   |        | Майоров (14)                      | Кубок СРСР не розігрувався                   |                                                        | :297-303, 434 |
| 1960                                                                   | Суднобудівник                       | ІІ   | Клас «Б» Зональний етап — 1 зона УРСР                 | 1 з 17   | 32   | 19   | 8    | 5    | 50−21 | 46   |        | Журавльов (11)                    | Зональний турнір 1 зона УРСР 1/2 фіналу      | Срібний призер чемпіонату УРСР (1)                     | :303-307, 434 |
| 1960                                                                   | Суднобудівник                       | ІІ   | Фінал зони УРСР                                       | 2 з 2    | 2    | 0    | 1    | 1    | 2−6   | 1    |        | Журавльов (11)                    | Зональний турнір 1 зона УРСР 1/2 фіналу      | Срібний призер чемпіонату УРСР (1)                     | :303-307, 434 |
| 1961                                                                   | Суднобудівник                       | ІІ   | Клас «Б» Зональний етап — 1 зона УРСР                 | 7 з 18   | 34   | 13   | 8    | 13   | 49−48 | 34   |        | Журавльов (9)                     | Зональний турнір 1 зона УРСР 1/2 фіналу      |                                                        | :308-311, 434 |
| 1961                                                                   | Суднобудівник                       | ІІ   | Фінал за 13—14 місце УРСР                             | 13 з 37  | 2    | 0    | 2    | 0    | 4−4   | 2    |        | Журавльов (9)                     | Зональний турнір 1 зона УРСР 1/2 фіналу      |                                                        | :308-311, 434 |
| 1962                                                                   | Суднобудівник                       | ІІ   | Клас «Б» Зональний етап — 1 зона УРСР                 | 10 з 13  | 24   | 7    | 6    | 11   | 26−40 | 20   |        | Рок (8)                           | Зональний турнір Зона УРСР фінал             |                                                        | :312-315, 434 |
| 1962                                                                   | Суднобудівник                       | ІІ   | Фінал за 18—28 місце УРСР                             | 20 з 39  | 10   | 5    | 2    | 3    | 16−10 | 12   |        | Рок (8)                           | Зональний турнір Зона УРСР фінал             |                                                        | :312-315, 434 |
| 1963                                                                   | Суднобудівник                       | ІІІ  | Клас «Б» 1 зона УРСР                                  | 14 з 20  | 38   | 11   | 12   | 15   | 33−43 | 34   |        | Норов, Винник (5)                 | Зональний турнір 3 зона УРСР фінал           |                                                        | :315-319, 434 |
| 1963                                                                   | Суднобудівник                       | ІІІ  | Фінал за 27—28 місця УРСР                             | 28 з 40  | 2    | 0    | 1    | 1    | 1−2   | 1    |        | Норов, Винник (5)                 | Зональний турнір 3 зона УРСР фінал           |                                                        | :315-319, 434 |
| 1964                                                                   | Суднобудівник                       | ІІІ  | Клас «Б» 2 зона УРСР                                  | 6 з 16   | 30   | 13   | 8    | 9    | 32−26 | 34   |        | Соболєв (12)                      | Зональний турнір 2 зона УРСР 1/8 финала      |                                                        | :319-323, 434 |
| 1964                                                                   | Суднобудівник                       | ІІІ  | Финал за 13—18 места УССР                             | 16 из 41 | 10   | 4    | 3    | 3    | 12−9  | 11   |        | Соболєв (12)                      | Зональний турнір 2 зона УРСР 1/8 финала      |                                                        | :319-323, 434 |
| 1965                                                                   | Суднобудівник                       | ІІІ  | Клас «Б» 3 зона УРСР                                  | 5 з 17   | 32   | 13   | 11   | 8    | 42−35 | 37   |        | Балуєв (19)                       | Зональний турнір 3 зона УРСР 1/4 фіналу      |                                                        | :324-328, 434 |
| 1965                                                                   | Суднобудівник                       | ІІІ  | Фінал за 13—18 місця УРСР                             | 13 з 45  | 10   | 6    | 3    | 1    | 15−9  | 15   |        | Балуєв (19)                       | Зональний турнір 3 зона УРСР 1/4 фіналу      |                                                        | :324-328, 434 |
| 1966                                                                   | Суднобудівник                       | ІІ   | Клас «А» — 2 група 2 підгрупа                         | 15 з 18  | 34   | 8    | 14   | 12   | 27−31 | 30   |        | Шеховцев, Балуєв (5)              | 1/64 финала                                  |                                                        | :329-332, 434 |
| 1967                                                                   | Суднобудівник                       | ІІ   | Клас «А» — 2 група 2 підгрупа                         | 12 з 20  | 38   | 8    | 20   | 10   | 31−30 | 36   |        | Дерев'яга, Петров (7)             | 1/32 фіналу                                  |                                                        | :333-336, 434 |
| 1968                                                                   | Суднобудівник                       | ІІ   | Клас «А» — 2 група 2 підгрупа                         | 1 з 21   | 40   | 23   | 15   | 2    | 51−22 | 61   |        | Петров (22)                       | 1/32 фіналу                                  | Учасник турніру за місце у вищому дивізіоні            | :336-342, 434 |
| 1968                                                                   | Суднобудівник                       | ІІ   | Фінал за 1—4 місця                                    | 4 з 4    | 3    | 1    | 0    | 2    | 3−6   | 2    |        | Петров (22)                       | 1/32 фіналу                                  | Учасник турніру за місце у вищому дивізіоні            | :336-342, 434 |
| 1969                                                                   | Суднобудівник                       | ІІ   | Клас «А» — 2 група 3 підгрупа                         | 12 з 22  | 42   | 14   | 13   | 15   | 38−35 | 41   |        | Дерев'яга (8)                     | 1/2 финала                                   | Найвище досягнення у кубку СРСР                        | :342-348, 434 |
| 1970                                                                   | Суднобудівник                       | ІІІ  | Клас «А» — 2 група 1 підгрупа                         | 5 з 22   | 42   | 17   | 14   | 11   | 47−36 | 48   |        | Сатаєв (12)                       | Зональний турнір 1 зона 1/2 фіналу           |                                                        | :348-351, 434 |
| 1971                                                                   | Суднобудівник                       | ІІІ  | Друга ліга 1 зона                                     | 2 з 26   | 50   | 30   | 11   | 9    | 69−32 | 71   |        | Дерев'яга, Сатаєв (19)            | —                                            | Срібний призер чемпіонат УРСР (2)                      | :351-354, 434 |
| 1972                                                                   | Суднобудівник                       | ІІІ  | Друга ліга 1 зона                                     | 4 з 24   | 44   | 20   | 17   | 9    | 48−25 | 57   |        | Даннекер (12)                     | Кубок УРСР 1/16 фіналу                       |                                                        | :354-357, 434 |
| 1973                                                                   | Суднобудівник                       | ІІІ  | Друга ліга 1 зона                                     | 3 из 23  | 44   | 23   | 13   | 8    | 69−35 | 52   |        | Булгаков, Дерев'яга, Даннекер (9) | Кубок УРСР 1/16 фіналу                       | Бронзовий призер чемпіонату УРСР (1)                   | :357-361, 434 |
| 1974                                                                   | Суднобудівник                       | ІІІ  | Друга ліга 6 зона                                     | 1 з 20   | 38   | 19   | 17   | 2    | 47−18 | 55   |        | Суанов (10)                       | Кубок УРСР 1/8 фіналу                        | Чемпіон УРСР (1) Турнір за місце в першому дивізіоні   | :362-366, 434 |
| 1974                                                                   | Суднобудівник                       | ІІІ  | Півфінал 1                                            | 6 з 6    | 5    | 1    | 1    | 3    | 4−6   | 3    |        | Суанов (10)                       | Кубок УРСР 1/8 фіналу                        | Чемпіон УРСР (1) Турнір за місце в першому дивізіоні   | :362-366, 434 |
| 1975                                                                   | Суднобудівник                       | ІІІ  | Друга ліга 6 зона                                     | 6 з 17   | 32   | 13   | 9    | 10   | 39−31 | 35   |        | Дерев'яга (14)                    | Кубок УРСР 1/16 фіналу                       |                                                        | :366-368, 434 |
| 1976                                                                   | Суднобудівник                       | ІІІ  | Друга ліга 6 зона                                     | 4 з 20   | 38   | 16   | 12   | 10   | 43−32 | 44   |        | Дерев'яга (13)                    | Кубок УРСР 1/16 фіналу                       |                                                        | :369-371, 434 |
| 1977                                                                   | Суднобудівник                       | ІІІ  | Друга ліга 2 зона                                     | 11 з 23  | 44   | 16   | 13   | 15   | 55−52 | 45   |        | Барков (12)                       | —                                            |                                                        | :372-376, 434 |
| 1978                                                                   | Суднобудівник                       | ІІІ  | Друга ліга 2 зона                                     | 15 з 23  | 44   | 11   | 16   | 17   | 38−46 | 38   |        | Дерев'яга (17)                    | —                                            |                                                        | :376-379, 434 |
| 1979                                                                   | Суднобудівник                       | ІІІ  | Друга ліга 2 зона                                     | 10 з 24  | 46   | 18   | 13   | 15   | 48−47 | 49   |        | Дерев'яга (20)                    | —                                            |                                                        | :379-383, 434 |
| 1980                                                                   | Суднобудівник                       | ІІІ  | Друга ліга 5 зона                                     | 5 з 23   | 44   | 22   | 11   | 11   | 54−27 | 55   |        | Варваренко (11)                   | —                                            |                                                        | :383-388, 434 |
| 1981                                                                   | Суднобудівник                       | ІІІ  | Друга ліга 5 зона                                     | 5 з 23   | 44   | 19   | 13   | 12   | 50−39 | 51   |        | Смагін (13)                       | —                                            |                                                        | :388-392, 434 |
| 1982                                                                   | Суднобудівник                       | ІІІ  | Друга ліга 6 зона                                     | 11 з 24  | 46   | 16   | 12   | 18   | 56−48 | 44   |        | Смагін (13)                       | —                                            |                                                        | :392-395, 434 |
| 1983                                                                   | Суднобудівник                       | ІІІ  | Друга ліга 6 зона                                     | 24 з 26  | 50   | 15   | 10   | 25   | 49−77 | 40   |        | Писаков (13)                      | —                                            |                                                        | :396-399, 434 |
| 1984                                                                   | Суднобудівник                       | ІІІ  | Друга ліга 6 зона, 2 група                            | 1 з 13   | 24   | 14   | 6    | 4    | 33−15 | 34   |        | Смагін (14)                       | —                                            | Бронзовый призёр чемпионата УССР (2)                   | :399-403, 434 |
| 1984                                                                   | Суднобудівник                       | ІІІ  | Фінал за 1—12 місце                                   | 3 з 26   | 36   | 20   | 9    | 7    | 51−22 | 49   |        | Смагін (14)                       | —                                            | Бронзовый призёр чемпионата УССР (2)                   | :399-403, 434 |
| 1985                                                                   | Суднобудівник                       | ІІІ  | Друга ліга 6 зона, 1 група                            | 2 з 14   | 26   | 14   | 5    | 7    | 43−25 | 33   | 11 415 | Смагін (25)                       | 1/32 фіналу                                  | Бронзовий призер чемпіонату УРСР (3)                   | :403-407, 434 |
| 1985                                                                   | Суднобудівник                       | ІІІ  | Фінал за 1—14 місця                                   | 3 з 28   | 40   | 21   | 10   | 9    | 74−37 | 52   | 11 415 | Смагін (25)                       | 1/32 фіналу                                  | Бронзовий призер чемпіонату УРСР (3)                   | :403-407, 434 |
| 1986                                                                   | Суднобудівник                       | ІІІ  | Друга ліга 6 зона, 1 група                            | 5 з 14   | 26   | 9    | 11   | 6    | 29−23 | 29   | 6 175  | Машнін (12)                       | 1/64 фіналу                                  |                                                        | :407-410, 434 |
| 1986                                                                   | Суднобудівник                       | ІІІ  | Фінал за 1—14 місце                                   | 12 з 28  | 40   | 14   | 13   | 13   | 49−39 | 41   | 6 175  | Машнін (12)                       | 1/64 фіналу                                  |                                                        | :407-410, 434 |
| 1987                                                                   | Суднобудівник                       | ІІІ  | Друга ліга 6 зона                                     | 17 з 27  | 52   | 17   | 10   | 25   | 52−65 | 44   | 3 375  | Смагін (11)                       | 1/64 фіналу                                  |                                                        | :410-418, 434 |
| 1988                                                                   | Суднобудівник                       | ІІІ  | Друга ліга 6 зона                                     | 10 з 26  | 50   | 22   | 10   | 18   | 66−51 | 54   | 6 388  | Машнін, Грозов, Горячев (12)      | —                                            |                                                        | :414-418, 434 |
| 1989                                                                   | Суднобудівник                       | ІІІ  | Друга ліга 6 зона                                     | 17 з 27  | 52   | 15   | 16   | 21   | 60−66 | 46   | 4 427  | Горячев (15)                      | —                                            |                                                        | :418-422, 434 |
| 1990                                                                   | Суднобудівник                       | IV   | Друга нижча ліга 1 зона                               | 2 з 19   | 36   | 24   | 5    | 7    | 60−31 | 53   | 5 217  | Морозов (20)                      | Кубок УРСР 1/16 фіналу                       | Срібний призер чемпіонату УРСР (3); Підвищення в класі | :423-429, 434 |
| 1991                                                                   | Суднобудівник                       | ІІІ  | Друга ліга — буферні зони Західна зона                | 15 з 22  | 42   | 15   | 8    | 19   | 61−55 | 38   |        | Горячев (19)                      | —                                            |                                                        | :429-433, 434 |

## Виступи в чемпіонатах та кубках України
З 1992 року по теперішній час команда виступає в чемпіонатах і розіграшах Кубку України. Нижче наведений список її сезонів у вище вказаний період.
Наведені дані станом на 10 липня 2020 року.
 • 
 • 
| Сезон   | Назва клубу  | Ліга | Ліга                 | Ліга    | Ліга | Ліга | Ліга | Ліга | Ліга  | Ліга | Ліга   | Ліга                            | Кубок країни            | Досягнення                                    | Джерела                     |
| Сезон   | Назва клубу  | Р    | Дивізіон             | Місце   | Іг   | В    | Н    | П    | М     | О    | Відв.  | Бомбардир                       | Кубок країни            | Досягнення                                    | Джерела                     |
| ------- | ------------ | ---- | -------------------- | ------- | ---- | ---- | ---- | ---- | ----- | ---- | ------ | ------------------------------- | ----------------------- | --------------------------------------------- | --------------------------- |
| 1992    | Евіс         | I    | Вища ліга            | 9 з 10  | 18   | 3    | 4    | 11   | 12−29 | 10   | 9 000  | Горячев (4)                     | 1/32 фіналу             |                                               | :470                        |
| 1992/93 | Евіс         | II   | Перша ліга           | 7 з 22  | 42   | 18   | 11   | 13   | 60−39 | 47   | 5 643  | Забранський (17)                | 1/16 фіналу             |                                               | :470                        |
| 1993/94 | Евіс         | II   | Перша ліга           | 2 з 20  | 38   | 25   | 6    | 7    | 76−32 | 56   | 7 853  | Забранський (15)                | 1/16 фіналу             | Срібний призер турніру команд першої ліги (1) | :470                        |
| 1994/95 | СК Миколаїв  | I    | Вища ліга            | 13 з 18 | 34   | 11   | 5    | 18   | 33−59 | 38   | 9 506  | Забранський (11)                | 1/32 фіналу             | Найвище досягнення в чемпіонаті України       | :470                        |
| 1995/96 | СК Миколаїв  | I    | Вища ліга            | 16 з 18 | 34   | 10   | 8    | 16   | 37−53 | 38   | 8 788  | Бугай (5)                       | 1/16 фіналу             |                                               | :470                        |
| 1996/97 | СК Миколаїв  | II   | Перша ліга           | 7 з 24  | 46   | 21   | 12   | 13   | 66−37 | 75   | 6 139  | Сонін (15)                      | 1/32 фіналу             |                                               | :470                        |
| 1997/98 | СК Миколаїв  | II   | Перша ліга           | 1 з 22  | 42   | 31   | 5    | 6    | 94−31 | 98   | 12 490 | Скідан (22)                     | 1/16 фіналу             | Переможець турніру команд першої ліги (1)     | :470                        |
| 1998/99 | СК Миколаїв  | I    | Вища ліга            | 16 з 16 | 30   | 2    | 6    | 22   | 18−67 | 12   | 6 693  | Онопко (4)                      | 1/8 фіналу              |                                               | :470                        |
| 1999/00 | СК Миколаїв  | II   | Перша ліга           | 6 з 18  | 34   | 15   | 7    | 12   | 40−38 | 52   | 4 019  | Дерипапа (8)                    | 1/16 фіналу             |                                               | :470                        |
| 2000/01 | ФК Миколаїв  | II   | Перша ліга           | 4 з 18  | 34   | 17   | 8    | 9    | 41−30 | 59   | 4 559  | Дерипапа, Мазуренко, Нужний (7) | 1/16 фіналу             |                                               | :470                        |
| 2001/02 | ФК Миколаїв  | II   | Перша ліга           | 10 з 18 | 34   | 12   | 10   | 12   | 37−44 | 46   | 6 676  | Скрипка (13)                    | 4 етап                  |                                               | :470                        |
| 2002/03 | ФК Миколаїв  | II   | Перша ліга           | 5 з 18  | 34   | 15   | 7    | 12   | 30−37 | 52   | 4 265  | Батраченко (7)                  | 1/16 фіналу             |                                               | :470                        |
| 2003/04 | ФК Миколаїв  | II   | Перша ліга           | 12 з 18 | 34   | 11   | 9    | 14   | 31−31 | 42   | 5 568  | Ружицький (5)                   | 1/16 фіналу             |                                               | :470                        |
| 2004/05 | ФК Миколаїв  | II   | Перша ліга           | 17 з 18 | 34   | 8    | 7    | 19   | 15−40 | 31   | 737    | Зайко (3)                       | 1/16 фіналу             |                                               | :470                        |
| 2005/06 | МФК Миколаїв | III  | Друга ліга Група «Б» | 1 з 15  | 28   | 22   | 3    | 3    | 56−11 | 69   | 801    | Зайко (10)                      | 1/32 фіналу             | Переможець турніру команд другої ліги (1)     | :470                        |
| 2006/07 | МФК Миколаїв | II   | Перша ліга           | 13 з 19 | 36   | 12   | 10   | 14   | 33−40 | 46   | 1 190  | Потапов (8)                     | 1/32 фіналу             |                                               | :470                        |
| 2007/08 | Миколаїв     | II   | Перша ліга           | 10 з 20 | 38   | 13   | 13   | 12   | 33−27 | 52   | 2 152  | Таран (7)                       | 1/16 фіналу             |                                               | :470                        |
| 2008/09 | МФК Миколаїв | III  | Друга ліга Група «А» | 11 з 17 | 32   | 11   | 10   | 11   | 28−27 | 43   | 1 417  | Булах (4)                       | [ ~ 7 ] [ 70 ]          |                                               | [ 71 ]                      |
| 2009/10 | МФК Миколаїв | III  | Друга ліга Група «А» | 4 з 11  | 20   | 11   | 6    | 3    | 30−13 | 39   | 3 410  | Скороход (8)                    | 1/16 фіналу             |                                               | [ 72 ]                      |
| 2010/11 | МФК Миколаїв | III  | Друга ліга Група «А» | 1 з 12  | 22   | 15   | 3    | 4    | 29−12 | 48   | 2 823  | Родевич, Бездольний (7)         | 1/32 фіналу             | Переможець турніру команд другої ліги (2)     | [ 73 ]                      |
| 2011/12 | МФК Миколаїв | II   | Перша ліга           | 16 з 18 | 34   | 9    | 4    | 21   | 33−51 | 31   | 4 602  | Бровкін (7)                     | 1/16 фіналу             |                                               | [ 74 ]                      |
| 2011/12 | МФК Миколаїв | II   | Плей-оф              | 1 з 2   | 1    | 1    | 0    | 0    | 4−3   | 3    | 4 602  | Бровкін (7)                     | 1/16 фіналу             |                                               | [ 74 ]                      |
| 2012/13 | МФК Миколаїв | II   | Первая лига          | 6 з 18  | 34   | 16   | 9    | 9    | 45−41 | 54   | 4 226  | Берко (6)                       | другий попередній раунд |                                               | [ 75 ] [ 76 ]               |
| 2013/14 | МФК Миколаїв | II   | Перша ліга           | 16 з 16 | 30   | 9    | 4    | 17   | 34−49 | 31   | 3 440  | Сергійчук (10)                  | 1/8 фіналу              |                                               | [ 77 ] [ 78 ]               |
| 2014/15 | МФК Миколаїв | II   | Перша ліга           | 14 з 16 | 30   | 6    | 6    | 18   | 34−67 | 24   | 1 697  | Загинайлов (6)                  | 1/16 фіналу             |                                               |                             |
| 2014/15 | МФК Миколаїв | II   | Плей-оф              | 1 з 2   | 2    | 1    | 1    | 0    | 1−0   | 4    | 1 697  | Загинайлов (6)                  | 1/16 фіналу             |                                               |                             |
| 2015/16 | МФК Миколаїв | II   | Перша ліга           | 7 из 16 | 30   | 13   | 8    | 9    | 35−27 | 44   | 2 163  | Сікорський (7)                  | 1/8 фіналу              |                                               | [ 79 ] [ 80 ] [ 81 ]        |
| 2016/17 | МФК Миколаїв | II   | Перша ліга           | 14 з 16 | 34   | 11   | 4    | 19   | 35−44 | 37   | 693    | Берко (12)                      | 1/2 фіналу              | Найвище досягнення у кубку України (1)        | [ 82 ] [ 83 ] [ 84 ] [ 85 ] |
| 2017/18 | МФК Миколаїв | II   | Перша ліга           | 10 з 18 | 34   | 12   | 8    | 14   | 39−50 | 44   | 438    | Сікорський (9)                  | 1/32 фіналу             |                                               | [ 86 ]                      |
| 2018/19 | МФК Миколаїв | II   | Перша ліга           | 9 з 15  | 28   | 10   | 7    | 11   | 34−32 | 37   |        |                                 | 1/16 фіналу             |                                               | [ 87 ]                      |